# Eksjö
Eksjö (  pronúncia) é uma cidade da Suécia. Fica situada na província de Småland, condado de Jönköping, comuna de Eksjö. Tem uma população de 10 157 habitantes (2015).
A parte norte da cidade conserva as antigas casas de madeira dos séculos XVII e XVIII, enquanto a parte sul foi reconstruída em estilo neoclássico, após um incêndio em 1856.

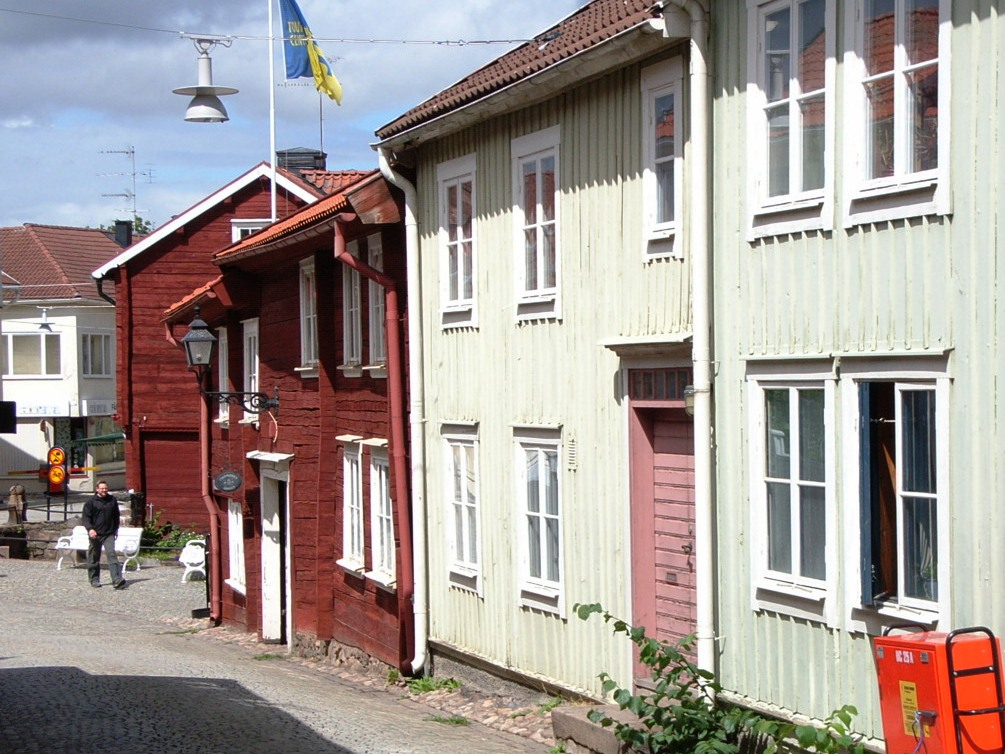
A cidade velha de Eksjö, com as típicas casas de madeira.
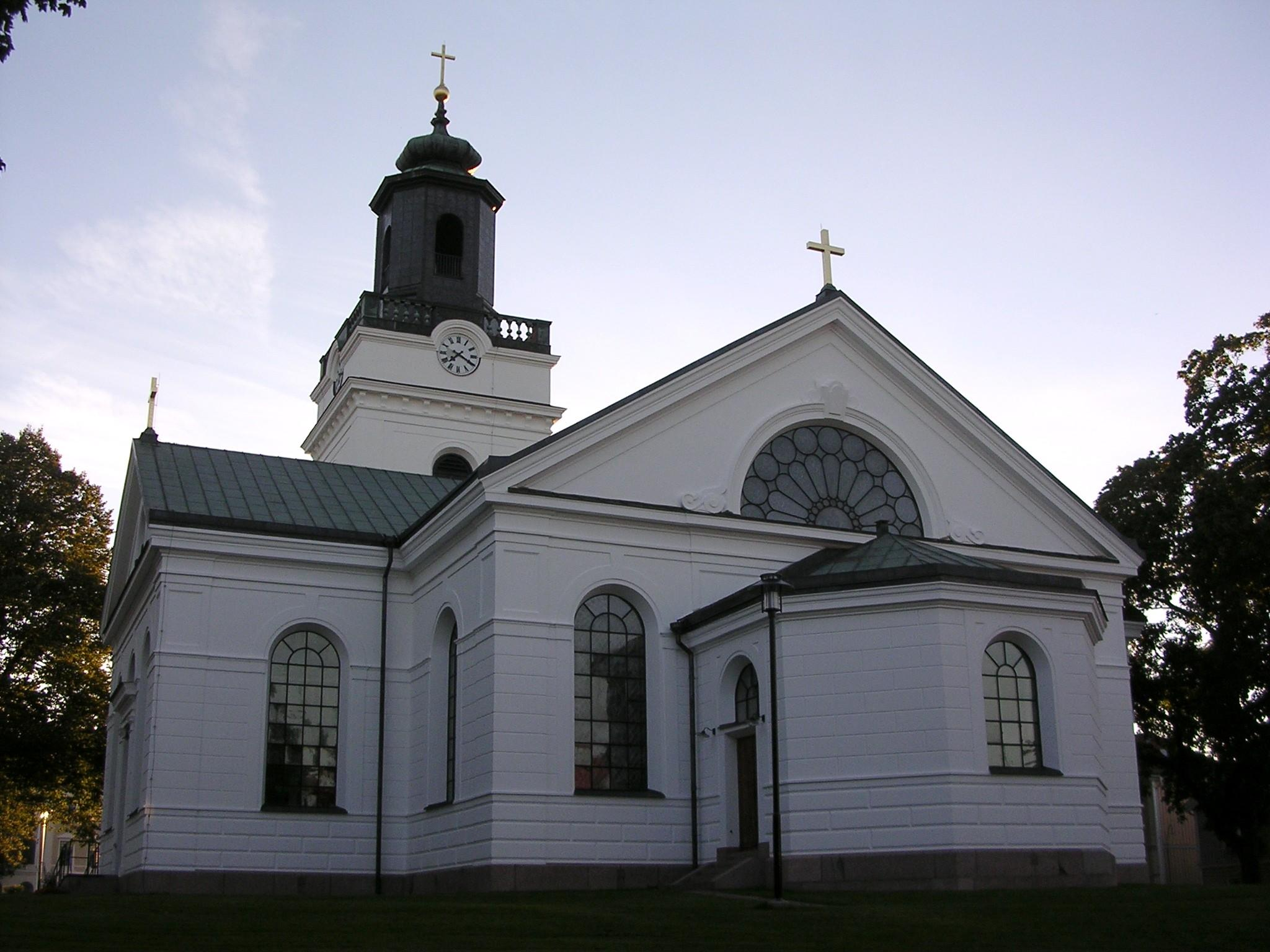
A igreja de Eksjö, construída em estilo neoclássico.